# George Rushout (3e baron Northwick)
George Rushout, 3e baron Northwick (30 août 1811 - 11 novembre 1887), est un homme politique conservateur britannique.

## Biographie
Il est le fils du révérend George Rushout-Bowles, fils cadet de John Rushout, premier baron de Northwick. Sa mère Caroline est la fille de John Stewart (7e comte de Galloway). Il est né à Burford, dans le Shropshire, où son père est alors recteur de la paroisse.
Il fait ses études à la Harrow School et entre à Christ Church, Oxford en 1829, puis obtient son baccalauréat en 1833 et sa maîtrise en 1836.
Il est élu au Parlement pour Evesham en 1837. En mai 1838, il se bat en duel avec Peter Borthwick, élu député de Northwick en 1837 mais qui est démis de ses fonctions en mars 1838, à la suite d'une contestation des résultats des élections. Il continue à représenter Evesham jusqu'en 1841, puis siège comme député du Worcestershire East entre 1847 et 1859. La dernière année, il succède à son oncle dans la baronnie et entre à la Chambre des lords.
Il est nommé cornet dans le 1st Life Guards en 1833, promu lieutenant en 1837 et major en 1842, se retirant de l'armée la dernière année.
Lord Northwick est, à la fin de sa vie, gouverneur des écoles de Harrow et de Cheltenham College.

## Famille
Lord Northwick épouse Elizabeth Augusta, fille de William Bateman-Hanbury (1er baron Bateman) et veuve de George Drought Warburton, en 1869. Il n'y a pas d'enfants survivants du mariage, leur enfant unique, Caroline, est morte âgée de huit ans en 1878. Le 23 janvier 1886, le couple, alors marié pendant seize ans, se voit attribuer le prix du Dunmow Flitch, "le recevant à titre privé et sans les formes habituelles".
Lord Northwick décède à l'hôtel Queen's, à Upper Norwood, dans le Surrey, en novembre 1887, à l'âge de 76 ans, et ses titres disparaissent. Lady Northwick décède en mai 1912, à l'âge de 80 ans.